# Hippopsis griseola
Hippopsis griseola es una especie de escarabajo longicornio del género Hippopsis, tribu Agapanthiini, subfamilia Lamiinae. Fue descrita científicamente por Bates en 1866.

## Descripción
Mide 10-13,1 milímetros de longitud.

## Distribución
Se distribuye por Bolivia y Brasil.